# Aéroport de Tcherski
L'aéroport de Tcherski (en russe : Аэропорт «Черский») est un modeste aéroport russe situé à quelques kilomètres au sud de Tcherski en République de Sakha.

## Compagnies et destinations
| Compagnies     | Destinations |
| -------------- | ------------ |
| Polar Airlines | Iakoutsk     |

Édité le 07/02/2018